# Just a Gigolo
Just a Gigolo è il titolo di una canzone scritta nel 1929 da Leonello Casucci, detto Nello, pianista in un'orchestra di tango.
Casucci scrisse la musica di questa canzone mentre si trovava in tournée in Germania nel 1929, ed il primo testo, in tedesco, venne scritto da Julius Brammer con il titolo Schöner Gigolo, armer Gigolo; le prime versioni del brano furono incise nello stesso anno in tedesco da vari cantanti, tra cui Fritz Imhoff. La prima versione italiana fu incisa il 16 gennaio 1930 dall'orchestra del livornese Armando Di Piramo.

## Cover in altre lingue
Il paroliere Enrico Frati (Prato 1889 - Milano 1971), sempre nel 1929, scrisse un testo in italiano, che venne inciso negli anni trenta dal cantante Daniele Serra; nel dopoguerra un nuovo testo viene scritto da Bruno Pallesi.
Irving Caesar la tradusse poi in inglese, intitolandola Just a Gigolo, e questa versione riscosse molto successo, essendo incisa nel 1931 da Louis Armstrong, Bing Crosby e Ted Lewis. 
L'anno successivo viene incisa dalla cantante di origine corsa Irène Bordoni, e la sua versione viene inserita nella colonna sonora di un cartone animato di Betty Boop.
Nel 2010 i cantautori italiani Lucio Dalla e Francesco De Gregori ne incisero una versione in italiano dal titolo Solo un Gigolò che, sebbene non pubblicata commercialmente, venne trasmessa in radio.

## Altre incisioni
- il 17 maggio 1945 viene incisa da Louis Prima sul V-Disc 78 RPM Single 554-A in medley con I Ain't Got Nobody
- il noto pianista jazz Thelonious Monk realizza la sua versione nel 1963
- Marlene Dietrich la canta nel film del 1978 Gigolò, la sua ultima apparizione sul grande schermo
- sempre nel 1978 i Village People ne includono una versione nel loro album Macho Man
- nel 1985 David Lee Roth la incide su 45 giri
- nel 1998 dopo averla sempre inserita nei suoi live Amanda Lear incide la sua versione inclusa nel cd Follow me back in my Arms
- nel 2008 Paolo Belli realizza il singolo Io sono un gigolò
- nel 2010 Lucio Dalla e Francesco De Gregori ne realizzano una versione in italiano con un nuovo testo, inclusa nel loro album Work in Progress con il titolo Solo un gigolò
- nel 2012 Mina incide una versione jazz, inclusa nell'album 12 (American Song Book)